# Kibatalia
Kibatalia là chi thực vật có hoa trong họ Apocynaceae.